# Jurvonsaari (ö i Inre Savolax)
Jurvonsaari är en ö i Finland. Den ligger i sjön Hirvijärvi och i kommunen Tervo i den ekonomiska regionen  Inre Savolax ekonomiska region  och landskapet Norra Savolax, i den centrala delen av landet, 300 km norr om huvudstaden Helsingfors. Öns area är 3,4 hektar och dess största längd är 380 meter i sydöst-nordvästlig riktning.